# Anomis subtusnigra
Anomis subtusnigra är en fjärilsart som beskrevs av Emilio Berio 1976/77. Anomis subtusnigra ingår i släktet Anomis och familjen nattflyn. Inga underarter finns listade i Catalogue of Life.